# Bideri
Bideri è una casa editrice musicale Italiana.
È stata una delle principali case editrici nel settore della canzone napoletana. Conserva inoltre buona parte del materiale storico originale: dischi, partiture originali, cupielle, manoscritti.

## Storia
La casa editrice venne fondata nel 1876 dal barone Ferdinando Bideri (1850 - 1930), figlio del barone Pietro Attanasio Bideri Lopez Sanseverino (che aveva mutato il cognome da Bidera in Bideri) e di Maria Teresa Esposito Liotti fu Giuseppe: il nonno Giovanni Emanuele Bidera aveva già avuto esperienze come editore musicale già all'inizio del secolo, stampando un libro e libretti d'opera.
La sede si stabilì nelle scuderie interne del palazzo materno, Palazzo Liotti, in via Università Vecchia nº 9 (poi via Giovanni Paladino nº 9) a Napoli. Nel 1883 fu spostata in via San Pietro a Majella.
Oltre alla pubblicazione di volumi di storia dello spettacolo (ad esempio la Storia del Teatro San Carlo di Salvatore Di Giacomo), presto la Bideri si dedicò al settore delle edizioni musicali, mettendo gradualmente sotto contratto i maggiori protagonisti della canzone napoletana a cavallo tra l'Ottocento e il Novecento. Fra i parolieri: Libero Bovio, E. A. Mario, Ernesto Murolo, Salvatore Di Giacomo, Ferdinando Russo, Rocco Galdieri, Pasquale Cinquegrana, Edoardo Nicolardi e Giuseppe Tètamo che fu anche direttore dal 1913 al 1917. Fra i compositori Mario Costa, Eduardo Di Capua, Vincenzo Valente, Salvatore Gambardella, Michele Salvatore Ciociano, Ernesto De Curtis, Vincenzo De Crescenzo, Francesco Buongiovanni e E. A. Mario (musicista, oltre che paroliere).
Molte delle canzoni selezionate in questo periodo diverranno standard della musica italiana nel mondo. La più celebre è senza dubbio 'O sole mio, che verrà cantata anche da Elvis Presley e da Bill Haley, oltre a I' te vurria vasà, 'O marenariello, Voce 'e notte, Comme facette mammeta, Io 'na chitarra e 'a luna (dall'autore de La leggenda del Piave), e la celebre 'O surdato 'nnammurato.
Tra le canzoni in italiano è da ricordare Come pioveva, scritta e interpretata da Armando Gill.
Alla morte di Ferdinando la direzione della casa editrice passò alla figlia, Valentina Bideri. Risalgono agli anni cinquanta altri successi come: Scapricciatiello, Accarezzame, Serenatella sciuè sciuè, Tuppe tuppe mariscià. Sempre in questo periodo l'azienda acquisisce altre edizioni, come le Edizioni musicali Santa Lucia, le Edizioni musicali Santojanni e le Edizioni musicali Poliphon.
Dal 1964 a Valentina succede la sorella Flavia Bideri e poi i nipoti Luciano Villevieille Bideri e Paolo Villevieille Bideri: in questo periodo il gruppo decide di inserirsi anche nel settore discografico, fondando l'etichetta Edibi. Negli anni ottanta la Bideri passò a Luciano Bideri e poi alla figlia Silvia Bideri.

## Principali canzoni
| Anno | Titolo                    | Autori del testo     | Autori della musica   | Principali esecutori |
| ---- | ------------------------- | -------------------- | --------------------- | --- |
| 1893 | ’O marenariello           | Gennaro Ottaviano    | Salvatore Gambardella | Emilia Persico; Roberto Murolo; Gianni Morandi (1964, esecuzione nel film In ginocchio da te); Perry Como; Claudio Villa                               |
| 1894 | Furturella                | Pasquale Cinquegrana | Salvatore Gambardella | Diego Giannini, Angiolina Arcella (Giorgio Shottler)                                                                                                   |
| 1898 | 'O sole mio               | Giovanni Capurro     | Eduardo di Capua      | Roberto Murolo; Gabriella Ferri (1971, album ...E se fumarono a Zazà); Massimo Ranieri; Elvis Presley; Bill Haley; Domenico Modugno; Renzo Arbore      |
| 1899 | Maria Marì                | Vincenzo Russo       | Eduardo di Capua      | Gabriella Ferri (1971, album ...E se fumarono a Zazà)                                                                                                  |
| 1900 | I' te vurria vasà         | Vincenzo Russo       | Eduardo di Capua      | Roberto Murolo; Dik Dik; Mango |
| 1905 | Voce 'e notte             | Edoardo Nicolardi    | Ernesto De Curtis     | Francesco Daddi; Peppino Di Capri |
| 1906 | Comme facette mammeta     | Giuseppe Capaldo     | Salvatore Gambardella | Roberto Murolo; I Due Corsari (Giorgio Gaber ed Enzo Jannacci (1960, 45 giri flexy) Gabriella Ferri (1971, album ...E se fumarono a Zazà)              |
| 1913 | Io 'na chitarra e 'a luna | E.A. Mario           | E.A. Mario            | |
| 1915 | ’O surdato 'nnammurato    | Aniello Califano     | Enrico Cannio         | Roberto Murolo; Anna Magnani; Massimo Ranieri; Gabriella Ferri (1972, album L'amore è facile, non è difficile); Enzo Jannacci (1983, album Discogreve) |
| 1917 | 'O zampugnaro 'nnammurato | Armando Gill         | Armando Gill          | Massimo Ranieri |
| 1918 | Come pioveva              | Armando Gill         | Armando Gill          | Armando Gill |
| 1919 | Napule ca se ne va        | Ernesto Murolo       | Ernesto Tagliaferri   | Roberto Murolo, Massimo Ranieri |